# 尤里·拉林
尤里·米哈伊洛维奇·拉林（俄语：Юрий Михайлович Ларин；1882年6月17日—1932年1月14日），原名米哈伊尔·亚历山德罗维奇·拉林（俄语：Михаил Александрович Ларин），苏联经济学家，生于犹太人中产知识分子家庭，原为孟什维克，了解德国经济，养女安娜·拉林娜后成为布尔什维克领导人尼古拉·布哈林的妻子。